# Міжнародна одиниця
Міжнародна одиниця, МО — у фармакології це одиниця вимірювання кількості речовини, заснована на біологічній активності. Використовується для вітамінів, гормонів, деяких ліків, вакцин, складових крові і подібних біологічно активних речовин. Попри назву, МО не є частиною міжнародної системи SI.
Точне визначення однієї МО розрізняється для різних речовин і встановлено міжнародною угодою. Комітет біологічної стандартизації при Всесвітній організації охорони здоров'я надає еталонні заготівлі певних речовин, (довільно) встановлює кількість одиниць МО, що містяться в них, і визначає біологічні процедури для порівняння інших заготовок з еталонними. Метою таких процедур є те, щоб різні заготовки, що мають однакову біологічну активність, містили однакову кількість одиниць МО.
Для деяких речовин згодом були встановлені масові еквіваленти однієї МО, і від вимірювання в цих одиницях офіційно відмовилися. Однак, одиниця МО все ж може залишатися в широкому застосуванні через її зручність. Наприклад, вітамін E існує у восьми різних формах, які відрізняються своєю біологічною активністю. Замість точної вказівки типу і маси вітаміну в заготовці, іноді зручно просто вказати його кількість у МО.
Масові еквіваленти 1 МО для деяких речовин (за даними Фармакопейної статті України):
- 1 МО вітаміну A: біологічний еквівалент 0,3 мкг чистого ретинолу = 0,55 мкг ретинолу пальмітата = 0,34 мкг ретинолу ацетата = 0,6 мкг β-каротину.
- 1 МО вітаміну C: 50 мкг аскорбінової кислоти
- 1 МО вітаміну D: біологічний еквівалент 0,025 мкг холе-або ергокальциферолу
- 1 МО вітаміну E: біологічний еквівалент 2 / 3 мг d-α-токоферолу або 1 мг ацетату dl-α-токоферолу
- 1 МО інсуліну: біологічний еквівалент 45,5 мкг чистого кристалічного інсуліну (точно 1 / 22 мг)